# Natatolana arrama
Natatolana arrama är en kräftdjursart som beskrevs av Bruce1986. Natatolana arrama ingår i släktet Natatolana och familjen Cirolanidae. Inga underarter finns listade i Catalogue of Life.